# Katerina Rohonyan
Katerina Rohonyan (* 25. April 1984 in Nikolajew) ist eine ukrainische Schachspielerin, die seit dem Jahr 2006 für den US-amerikanischen Schachverband spielt.

## Leben
In die USA kam sie im Jahre 2004 durch ein Schachstipendium der University of Maryland, Baltimore County. In der United States Chess League spielte sie von 2005 bis 2007 für die Baltimore Kingfishers, mit denen sie 2005 den Titel gewann, von 2008 bis 2011 für die Seattle Sluggers. Sie spielte auch für die Schachmannschaft der University of Maryland, Baltimore County in Baltimore, wo sie Informatik studierte. Nach Abschluss ihres Studiums arbeitet sie als Programmiererin bei Microsoft und wohnt in Seattle.

## Erfolge

### Einzelerfolge
Bei der Jugendeuropameisterschaft 1997 in Tallinn wurde sie hinter Ana Matnadse Zweite. Im Alter von 16 Jahren gewann sie in ihrer Heimatstadt Mykolajiw die Fraueneinzelmeisterschaft der Ukraine. Im März 2003 wurde sie in Lwiw ukrainische U20-Meisterin. Das FINEK-WGM-Turnier in Sankt Petersburg gewann sie im Januar 2006. Bei der US-amerikanischen Frauenmeisterschaft im Juli 2007 in Stillwater, Oklahoma belegte sie den dritten Platz. Ein Jahr später, bei der Frauenmeisterschaft im Mai 2008 in Tulsa teilte sie sich den dritten Platz. Bei der Frauenweltmeisterschaft 2008 in Naltschik schaltete sie in der ersten Runde überraschenderweise Natalja Schukowa mit 2,5:1,5 aus, scheiterte jedoch in der zweiten Runde mit 1,5:2,5 an Inna Gaponenko.

### Mannschaftserfolge
Mit der ukrainischen U18-Nationalmannschaft der weiblichen Jugend nahm sie an zwei Europameisterschaften teil: 2000 und 2002. Beide Male wurde die ukrainische Mannschaft Europameister, während Katerina Rohonyan ungeschlagen blieb. 2002 erhielt sie eine zusätzliche Silbermedaille für ihr Ergebnis von 3,5 aus 5 am zweiten Brett. Bei ihrer Teilnahme an der Schacholympiade 2008 in Dresden erreichte sie mit der US-amerikanischen Frauennationalmannschaft den dritten Platz.

### Titel und Rating
Im Jahr 2002 erhielt sie den Titel Internationaler Meister der Frauen (WIM), seit 2004 trägt sie den Titel Großmeister der Frauen (WGM). Die Normen für ihren WGM-Titel erzielte sie bei einem Jugendturnier in Serpuchow im September 2003 und bei einem Normenturnier in ihrer Geburtsstadt Mykolajiw im Juli 2004. Im Februar 2015 lag sie auf dem neunten Platz der US-amerikanischen Elo-Rangliste der Frauen. Sie wird beim Weltschachbund FIDE als inaktiv geführt, da sie seit dem 8. Annual Grant Pacific Open im April 2014 keine Elo-gewertete Partie mehr gespielt hat.